# ノヴァーラの戦い (1500年)
ノヴァーラの戦いは、1500年4月8日に勃発した、フランス王ルイ12世率いるフランス軍とルドヴィーコ・スフォルツァ率いるミラノ公国軍との戦いである。
1500年3月24日、ルイ2世・ド・ラ・トレモイユが砲兵の支援下でおよそ500人の部隊を連れてモルターラのフランス軍に参加し、ディジョンのthe Baillieによるスイス部隊1万人に続いた。4月5日、国王軍の全軍が集結して、ノヴァーラの前でミラノ軍と戦うために進軍した。両軍にはそれぞれ大人数のスイス傭兵が参加していた。ヘルヴェティア州は、彼らの契約締結の際に、他のスイス兵と戦うことを強制されないという契約も結んでいた（スイス部隊は親密であり、異なる旗下であっても飲み交わしていた）。結果として、8日に戦端が開かれた際に、スフォルツァのスイス兵はラ・トレモイユのスイス兵と敵対するのを拒否した。大量砲撃によりスフォルツァ軍がノヴァーラの要塞に退却させられ、数日間、フランス軍に包囲された。ラ・トレモイユは、ノヴァーラとティチーノとの間の防御を固めた。
9日夜から、スフォルツァのスイス兵が反乱を起こし、フランスに対して降伏を交渉した。ドイツのランツクネヒトもこれに同調した。10日に1,500人が降伏し、武装解除の後で荷物を持って故郷に帰ることが許された。彼らの仲間、ランゴバルド人とストラディオット（アルバニアとギリシャの軽騎兵）はノヴァーラから出て、ティチーノへの進路を切り開こうとしたが、フランス軍に強襲された。その間にthe Swiss passed by pairs or threes before the French, where they were examined as the French searched for Sforza, who was thought to be concealed in their midst.スフォルツァは仲間の2人によりフランスに引き渡され、ロシュ城に幽閉され、幅1.8メートル（6フィート）、長さ2.4メートル（8フィート）の牢に入れられた。娯楽のための本を拒否された。1504年、より多くの自由が与えられたが、1508年に亡くなった。